# Polygonum
Polygonum és un gènere de plantes amb flors dins la família Polygonaceae. Hi ha diverses opinions sobre la circumscripció d'aquest gènere. El nom del gènere prové del grec: poly, "molts" i gonu, "genolls" fent referència a la forma que fa la unió de les fulles amb la tija.
El gènere principalment creix a les regions temperades de l'hemisferi nord. Les formes que adopten les espècies són variades, des de prostrades a erectes, algunes anuals i altres perennes. També hi ha lianes de 20 a 30 m de longitud. Algunes són plantes aquàtiques. La forma de la fulla varia segons les espècies i fan d'1 a 30 cm de llarg. Les tiges són rogenques. Les flors són petites.

## Usos
Algunes espècies són comestibles cuites, per exemple en èpoques de fam. L'espècie Polygonum cognatum es menja a Turquia. En la medicina tradicional xinesa s'anomena Relinqing Keli usada tradicionalment contra infeccions urinàries.

## Taxonomia

### Espècies
Dins del gènere Polygonum es reconeixen les 173 espècies següents:
- Polygonum acerosum Ledeb. ex Meisn.
- Polygonum acetosum M.Bieb.
- Polygonum achoreum S.F.Blake
- Polygonum afghanicum Meisn.
- Polygonum afromontanum Greenway
- Polygonum afyonicum Leblebici & Gemici
- Polygonum agreste Sumnev.
- Polygonum ajanense (Regel & Tiling) Grig.
- Polygonum albanicum Jáv.
- Polygonum aleppicum Boiss. & Hausskn.
- Polygonum americanum (Fisch. & C.A.Mey.) T.M.Schust. & Reveal
- Polygonum amgense Michaleva & Perfiljeva
- Polygonum arenarium Waldst. & Kit.
- Polygonum arenastrum Boreau
- Polygonum argyrocoleon Steud. ex Kunze
- Polygonum articulatum L.
- Polygonum arussense Chiov.
- Polygonum aschersonianum H.Gross
- Polygonum austiniae Greene
- Polygonum aviculare L.
- Polygonum balansae Boiss.
- Polygonum basiramia (Small) T.M.Schust. & Reveal
- Polygonum bellardii All.
- Polygonum biaristatum Aitch. & Hemsl.
- Polygonum bidwelliae S.Watson
- Polygonum bolanderi W.H.Brewer ex A.Gray
- Polygonum boreale (Lange) Small
- Polygonum bornmuelleri Litv.
- Polygonum bowenkampii Phil.
- Polygonum brasiliense K.Koch
- Polygonum breviarticulatum Rech.f.
- Polygonum buxiforme Small
- Polygonum californicum Meisn.
- Polygonum cappadocicum Boiss. & Balansa
- Polygonum carinatum Charit.
- Polygonum cascadense W.H.Baker
- Polygonum cashmirense H.Gross
- Polygonum caspicum Kom.
- Polygonum cedrorum Boiss. & Kotschy
- Polygonum cognatum Meisn.
- Polygonum corrigioloides Jaub. & Spach
- Polygonum czukavinae Soják
- Polygonum delfini Phil.
- Polygonum delopyrum T.M.Schust. & Reveal
- Polygonum dentoceras T.M.Schust. & Reveal
- Polygonum douglasii Greene
- Polygonum effusum Meisn.
- Polygonum ekimianum Leblebici, H.Duman & Aytaç
- Polygonum engelmannii Greene
- Polygonum equisetiforme Sm.
- Polygonum erectum L.
- Polygonum euxinum Chrtek
- Polygonum evenkiense Tupitz. & Juzeph.
- Polygonum excelsius (Karlsson) Uotila
- Polygonum expansum Charit.
- Polygonum fibrilliferum Kom.
- Polygonum fimbriatum Elliott
- Polygonum floribundum Schltdl. ex Spreng.
- Polygonum fowleri B.L.Rob.
- Polygonum fragile Sumnev.
- Polygonum fusco-ochreatum Kom.
- Polygonum gabrielae Costea & Tardif
- Polygonum glaucum Nutt.
- Polygonum graminifolium Wierzb. ex Heuff.
- Polygonum gussonei Tod.
- Polygonum heterosepalum M.Peck & Ownbey
- Polygonum hickmanii H.R.Hinds & Rand.Morgan
- Polygonum hohuanshanense S.S.Ying
- Polygonum huichunense F.Z.Li, Y.T.Hou & C.Y.Qu
- Polygonum humifusum C.Merck ex K.Koch
- Polygonum hyrcanicum Rech.f.
- Polygonum icaricum Rech.f.
- Polygonum idaeum Hayek
- Polygonum ilanense Y.C.Liu & C.H.Ou
- Polygonum inflexum Kom.
- Polygonum intramongolicum A.J.Li ex Borodina
- Polygonum iranicum Mozaff.
- Polygonum istanbulicum M.Keskin
- Polygonum jaxarticum Sumnev.
- Polygonum karacae Ziel. & Borat.
- Polygonum lacerum Kunth
- Polygonum libani Boiss.
- Polygonum longiocreatum Bartlett
- Polygonum longipes Halácsy & Charrel
- Polygonum loshanense S.S.Ying
- Polygonum luzuloides Jaub. & Spach
- Polygonum majus (Meisn.) Piper
- Polygonum marinense T.R.Mert. & P.H.Raven
- Polygonum maritimum L.
- Polygonum melihae Gemici & Kit Tan
- Polygonum mersinicum M.Keskin
- Polygonum mesembricum Chrtek
- Polygonum mezianum H.Gross
- Polygonum minimum S.Watson
- Polygonum mirajabii Chaudhri
- Polygonum molliiforme Boiss.
- Polygonum neglectum Besser
- Polygonum nesomii T.M.Schust. & Reveal
- Polygonum nikolai Tupitz.
- Polygonum norvegicum (Sam.) Lid
- Polygonum novoascanicum Klokov
- Polygonum nuttallii Small
- Polygonum olivascens Rech.f. & Schiman-Czeika
- Polygonum oxyspermum C.A.Mey. & Bunge ex Ledeb.
- Polygonum palaestinum Zohary
- Polygonum papillosum Hartvig
- Polygonum parksii (Cory) T.M.Schust. & Reveal
- Polygonum paronychia Cham. & Schltdl.
- Polygonum paronychioides C.A.Mey.
- Polygonum parryi Greene
- Polygonum patuliforme Vorosch.
- Polygonum patulum M.Bieb.
- Polygonum plebeium R.Br.
- Polygonum podlechii Rech.f. & Schiman-Czeika
- Polygonum polycnemoides Jaub. & Spach
- Polygonum polygaloides Meisn.
- Polygonum polygamum Vent.
- Polygonum polyneuron Franch. & Sav.
- Polygonum pringlei Small
- Polygonum psammophilum (Bordz. ex Tzvelev) Tzvelev
- Polygonum × pseudobellardii Hausskn.
- Polygonum × pseudopulchellum Hausskn.
- Polygonum raii Bab.
- Polygonum ramosissimum Michx.
- Polygonum ramuliflorum Kitag.
- Polygonum recumbens Royle ex Bab.
- Polygonum rigidum Skvortsov
- Polygonum roberti Loisel.
- Polygonum romanum Jacq.
- Polygonum rottboellioides Jaub. & Spach
- Polygonum rupestre Kar. & Kir.
- Polygonum rurivagum Jord. ex Boreau
- Polygonum sabulosum Vorosch.
- Polygonum salebrosum Coode & Cullen
- Polygonum salsugineum M.Bieb.
- Polygonum samsunicum Yıld. & Leblebici
- Polygonum sarobiense Rech.f.
- Polygonum sawatchense Small
- Polygonum schistosum Czukav.
- Polygonum scoparium Req. ex Loisel.
- Polygonum sericeum Pall.
- Polygonum setosum Jacq.
- Polygonum shastense W.H.Brewer ex A.Gray
- Polygonum shiheziense F.Z.Li, Y.T.Hou & F.J.Lu
- Polygonum shuchengense Z.Z.Zhou
- Polygonum shuense A.J.Li & B.J.Bao
- Polygonum sivasicum Kit Tan & Yıldız
- Polygonum smallianum T.M.Schust. & Reveal
- Polygonum snijmaniae S.Ortiz
- Polygonum spergulariiforme Meisn. ex Small
- Polygonum striatulum B.L.Rob.
- Polygonum stypticum Cham. & Schltdl.
- Polygonum subaphyllum Sumnev.
- Polygonum sumatranum Bruijn
- Polygonum sylvaticum Skvortsov
- Polygonum tachengense F.Z.Li, Y.T.Hou & F.J.Lu
- Polygonum taiwanense S.S.Ying
- Polygonum tenerum Spreng.
- Polygonum tenorei C.Presl
- Polygonum tenue Michx.
- Polygonum tenuissimum A.I.Baranov & Skvortsov ex Vorosch.
- Polygonum terzioglui Makbul, Coşkunç. & Kundakçı
- Polygonum thymifolium Jaub. & Spach
- Polygonum turkestanicum Sumnev.
- Polygonum undulatum (L.) P.J.Bergius
- Polygonum uniflorum Y.X.Ma & Y.T.Zhao
- Polygonum urnigera M.Keskin
- Polygonum urumqiense F.Z.Li, Y.T.Hou & F.J.Lu
- Polygonum utahense Brenckle & Cottam
- Polygonum valerii A.K.Skvortsov
- Polygonum viale Charit.
- Polygonum volchovense Tzvelev
- Polygonum vvedenskyi Sumnev.
- Polygonum zakirovii Czevr.
- Polygonum zaravschanicum Zakirov